# Empresas estatales de Honduras
Honduras cuenta con una gran variedad de empresas estatales, en su mayoría, empresas que prestan servicios a la población, es decir a los contribuyentes, de esta forma el dinero pagado en impuestos por los ciudadanos es invertido en la misma población mediante empresas estatales dedicadas no al lucro económico si no al servicio de la población.
Los recursos económicos de las empresas estatales provienen de los impuestos de los ciudadanos y las inversiones o deudas de estas empresas son utilizadas en mejoras de infraestructuras y capacitación de personal.

## Empresas estatales de servicios
Empresas como el agua y la electricidad son empresas que utilizan los recursos naturales del país y llegan mediante un solo cable o tubería a cada hogar, lo que dificulta la competencia entre empresas, por lo que son empresas estratégicas reguladas por el estado y no por monopolios u oligopolios.

### Empresa Nacional de Energía Eléctrica
La Empresa Nacional de Energía Eléctrica o ENEE es fundada el 20 de febrero de 1957, bajo la administración de la Junta Militar de Honduras en 1956. Brinda servicios a 1.4 millón de Hogares y 1 millón de clientes comerciales. La ENEE cubre el 69% de la demanda de electricidad de Honduras.

### Servicio Autónomo Nacional de Acueductos y Alcantarillados
El Servicio Autónomo Nacional de Acueductos y Alcantarillados (SANAA) es una empresa estatal de Honduras fundada en 1961 bajo el decreto 61, encargada de desarrollar los abastecimientos públicos de Agua potable y alcantarillados sanitarios en el país. Entre 2003 y 2013 se ha llevado a cabo un proceso de descentralización para delegar la administración de servicios a los municipios.

### Hondutel
Hondutel es la empresa estatal de Telecomunicaciones de la República de Honduras, encargada de proveer servicios de telecomunicaciones (fija y móvil) y tecnologías de la información. En 1976, mediante Decreto Ley n.º 431 del 7 de mayo de ese año, se crea la Empresa Hondureña de Telecomunicaciones Hondutel, la cual comienza a operar el 1 de enero de 1977, iniciando la historia moderna de las telecomunicaciones en el país.
La empresa estatal descentralizada cuenta con personalidad jurídica, patrimonio propio con duración indefinida y dentro de sus atribuciones está la de prestar servicios de telecomunicaciones. 
siempre en respeto al derecho, en acción responsable y apego a la política estatal de transparentar en todas y cada una de sus gestiones, de acuerdo a lo que establece la Ley de Transparencia y Acceso a la Información Pública, presenta ante todos los ciudadanos, información relativa a la estructura administrativa, sus funciones, atribuciones, servicios,  recursos, estados financieros, normativa, registros, documentos, datos, tasas,  procedimientos, entre otros.

### Honducor
La Empresa de Correos de Honduras u "Honducor". La primera oficina de correos comienza a funcionar en 1877 con el nombre de Correos de Honduras, en 1879 la ya república de Honduras ingresa como miembro a la Unión Postal Universal, UPU. En la década de 1920 se inicia el correo aéreo en el país y en 1926 Honduras ingresó a formar parte de la Unión Postal de las Américas, España y Portugal. En 1993 la Dirección General de Correos pasa a ser la actual Empresa de Correos de Honduras (Honducor).

### Ferrocarril Nacional de Honduras

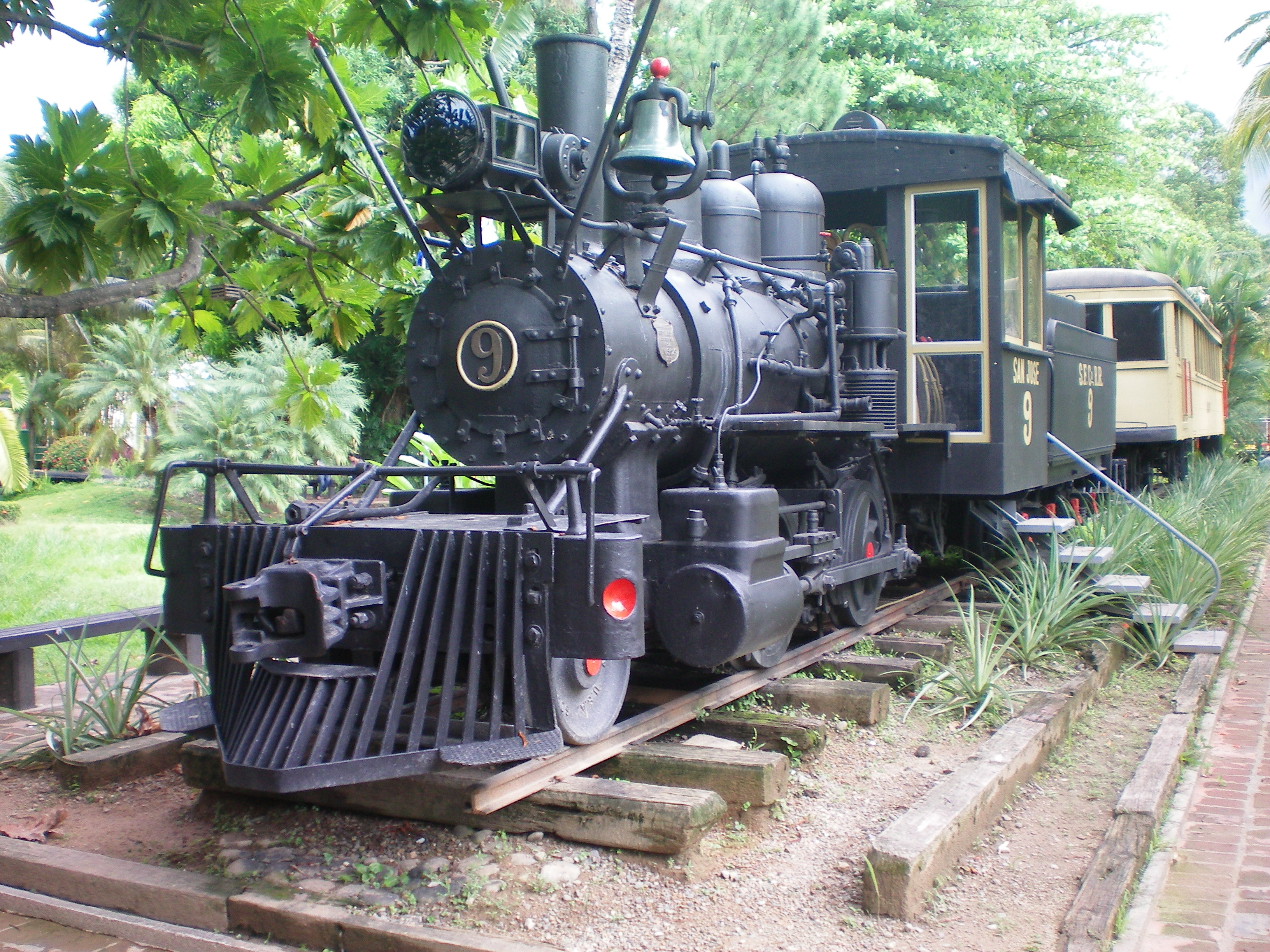
Auténtico tren de vapor en La Ceiba, en el Parque Swinford

El 23 de junio de 1853, siendo presidente el General José Trinidad Cabañas, firmó el primer contrato para la construcción de un ferrocarril que atravesase a Honduras de norte a sur. Y lo que valdría para el uso de puertos entre el Golfo de Fonseca en el Océano Pacífico y las costas del Mar Caribe, a su vez el transporte de mercancías, como de migrantes. La idea estaba puesta sobre la mesa de conversaciones se contrató a una compañía constructora estadounidense, para la realización de la obra; pero, un golpe de Estado perpetrado por el General Juan López Aguirre, que apartaría al presidente Cabañas de la administración frustro, tanto la idea como su continuidad.
Más tarde, siendo ya el país una república, en 1868 y bajo la presidencia del General José María Medina, este intento continuar con el proyecto ferroviario nacional inter oceánico el cual seguiría la siguiente ruta. "Iniciaría en Puerto Caballos (Puerto Cortés) y luego de atravesar el Llano de Sula (Valle de Sula) y cruzar el Río Ulúa, a la altura de la población de Santiago, continuaría por las márgenes del Río Humuya y llegaría hasta el valle de Comayagua pasando por la ciudad colonial y capital de la nación y continuaría hacia el sur por la rivera del Río Goascorán para concluir en el Golfo de Fonseca".
El 20 de febrero de 1868 el presidente José María Medina firmó el Decreto gubernamental para la construcción del ferrocarril y para ello contrato al empresario estadounidense William Mcandlish y compañía para dicha obra y a quien el diplomático Carlos Gutiérrez afirmó haberle entregado cincuenta mil Libras esterlinas en fecha 10 de noviembre de 1868, es por ello que en fecha 18 de enero de 1869 el ingeniero Enrique O’Hagans arribaría a Omoa para realizar las operaciones de estudio territorial, ubicación de equipo, reubicación de casas, etc. en el mes de diciembre del mismo año, partieron de las costas inglesas tres barcos conteniendo materiales y rieles. El 30 de julio de 1870 el ingeniero James Bryson informa al gobierno del presidente José María Medina, que había desembarcado las dos locomotoras y que estaban listas para ser montadas a los rieles y ponerse a prueba, a estas se les denominó “Medina”. En el mismo mes y año, en San Pedro Sula circulaba la locomotora “Medina” junto con un carro de “primera clase” y de otros vagones, para diciembre de 1870 las locomotoras (tres en total) trabajaban a pleno vapor abarcando Puerto Cortés, San Pedro Sula, Potrerillos y Villa Medina.
El Ferrocarril Nacional actualmente es una empresa con suma desventaja y enclaustrada en el olvido por las administraciones gubernamentales, debido a los recortes económicos, el descuido de su maquinaría al no poder adquirir nuevas locomotoras y otra poderosa razón que afecta mucho a su funcionamiento normal, es el robo y venta ilegal de rieles.
Los gobiernos de Honduras y el de China proyectan construir un puerto naval en la isla del Tigre en el Municipio de Amapala que sería el principal en descarga y carga de mercancías, que serán conducidas por una nueva línea férrea, que cruzaría los departamentos de Valle, El Paraíso, Olancho y Colón, hasta la costa norte, evitando así a los navíos cruzar el Canal de Panamá;12 dicho proyecto abonaría buenos ingresos económicos al país y sería forjador de nuevos empleos, el Ferrocarril Nacional de Honduras actualmente es administrado por el Gerente estatal señor Julio César Fuentes, quien se ha enfrentado con la dura realidad de mantener este servicio ferroviario a flote.

### Empresa Nacional Portuaria (Honduras)
La Empresa Nacional Portuaria, es un organismo descentralizado y responsable de todas las actividades involucradas en la administración de las naves, cargas, actividad y obras que se llevan a cabo en los puertos nacionales, tiene jurisdicción en todos los puertos marítimos de Honduras. Es fundada el 14 de octubre de 1965, bajo el gobierno del expresidente Oswaldo López Arellano, cuenta con puertos en las siguientes ciudades: Puerto Cortés, La Ceiba, Puerto Castilla, San Lorenzo.

### Hospitales de Honduras
Otras instituciones que estatales que se ven amenazadas de ser privatizadas son las empresas de la salud, entre ellas los hospitales y centros de atención social.

#### Instituto Hondureño de Seguridad Social
El Instituto Hondureño del Seguro Social se inauguró en 1959 cuando es emitida la “Ley de seguridad social de Honduras” durante la presidencia constitucional del doctor Ramón Villeda Morales, se crearon centros de asistencia del Instituto Hondureño de Seguridad Social y las operaciones formales comenzaron a partir del 1 de marzo de 1962.

### Instituto de Reforestación de Honduras
Se ha creado en febrero de 2023 en el Gobierno de Xiomara Castro con el fin de reforestar en los 274 municipios de los 298 municipios del país con el fin del medio ambiente y evitar que ong plantee y restablecer el Honduras verde

## Privatización de servicios
Las políticas del liberalismo ven a la privatización de las empresas estatales como medidas para mejorar a la economía en las que su estabilización se da con una estricta regulación de parte del estado para supervisar su desempeño y evitar abusos y daños al medio ambiente.
Las privatizaciones de empresas públicas son apetecidas por empresas privadas debido a que acceden a empresas sólidas con clientes fijos y toda la infraestructura creada mediante la inversión en impuestos de varias generaciones de contribuyentes y el uso de terrenos y materiales pertenecientes a los pueblos, todo esto pagando apenas una pequeña fracción de su coste real y en algunos casos sin pagar nada. Luego de las privatizaciones suelen darse despidos masivos de personal empeorando así las economías nacionales.
En Honduras se han dado pronunciamientos a favor de la privatización de las empresas estatales, siguiendo los pasos dados por otros países que han sido:
Crear una idea de que las empresas privadas manejan mejor las empresas de servicios estatales con la promesa de que los servicios mejoraran e invertirán en infraestructura.
Criticar los estados financieros de las empresas públicas aun cuando las deudas de estas empresas se deben a inversión en infraestructura y materiales al servicio de la población y también al saqueo de algunos directores corruptos puestos por políticos a favor de las privatizaciones.
En los países donde se han realizado privatizaciones se han vendido las empresas, sus edificios y maquinarias a precios de incluso el 1 % de su valor real, seguido de en lugar de brindar una mejora de servicios a la población sin invertir infraestructura, mantenimiento o reparaciones ya que disminuye sus ganancias, además de un incremento de los precios a los consumidores de incluso el 500 % ya que el objetivo de las empresas privadas son las ganancias económicas y no el prestar un servicio de calidad a la población.
Recientemente se ha discutido privatizar el IHSS, lo que dejaría acceder a un servicio de salud de calidad a las personas de clase media y baja con beneficio exclusivo de la empresa privada que lo llegaría a privatizar.

### Privatización por sectores
En algunas zonas del país se han dado casos de privatizaciones
San Pedro Sula: Se privatizó el agua, derivando en costos elevados de las facturas de agua pero con un servicio mucho más constante y eficiente que el de la Capital donde el servicio de agua es manejado por el SANAA también se privatizó la recolección de basura.
Roatán: La generación y distribución eléctrica es manejada por la empresa Roatán Electric Company (RECO), la población paga 5 veces en tarifa eléctrica que los abonados a la estatal ENEE.